# Amata kuatuna
Amata kuatuna är en fjärilsart som beskrevs av Obraztsov 1966. Amata kuatuna ingår i släktet Amata och familjen björnspinnare. Inga underarter finns listade i Catalogue of Life.